# Viteză de forfecare
În fizică și mecanică viteza de forfecare este viteza cu care se deformează prin forfecare un material în urma aplicării unei forțe tăietoare.

## Forfecare simplă
Viteza de forfecare pentru un fluid care curge între două plăci paralele, una care se mișcă cu o viteză constantă și cealaltă staționară (curgere Couette⁠(d)), este definită de
{\displaystyle {\dot {\gamma }}={\frac {v}{h}},}
unde: 
{\displaystyle {\dot {\gamma }}} este viteza de forfecare, măsurată în s−1;
v este viteza plăcii în mișcare, măsurată în m/s;
h este distanța între cele două plăci paralele, măsurate în m.
Sau
{\displaystyle {\dot {\gamma }}_{ij}={\frac {\partial v_{i}}{\partial x_{j}}}+{\frac {\partial v_{j}}{\partial x_{i}}}.}
În cazul forfecării simple într-un material care curge apare doar un gradient de viteză. Unitatea SI de măsură pentru viteza de forfecare este inversul secundei, s−1. Totuși, atunci când se modelează curgeri tridimensionale, de obicei se ia în considerare o valoare scalară pentru viteza de forfecare prin calcularea celui de al doilea invariant al tensorului vitezei de deformare
{\displaystyle {\dot {\gamma }}={\sqrt {2\varepsilon :\varepsilon }}}.
Viteza de forfecare la peretele interior al unui fluid newtonian care curge într-o țeavă este
{\displaystyle {\dot {\gamma }}={\frac {8v}{d}},}
unde:
{\displaystyle {\dot {\gamma }}} este viteza de forfecare, măsurată în s−1;
v este viteza liniară a fluidului;
d este diametrul interior al țevii.
Viteza liniară a fluidului, v, este legată de debitul volumic Q prin
{\displaystyle v={\frac {Q}{A}},}
unde A este aria secțiunii transversale a țevii, care pentru raza interioară r este
{\displaystyle A=\pi r^{2},}
de unde rezultă
{\displaystyle v={\frac {Q}{\pi r^{2}}}.}
Înlocuind cele de mai sus în ecuația anterioară pentru viteza de forfecare a unui fluid newtonian care curge printr-o țeavă și observând că la numitor {\displaystyle d=2r}:
{\displaystyle {\dot {\gamma }}={\frac {8v}{d}}={\frac {8\left({\frac {Q}{\pi r^{2}}}\right)}{2r}},}
care se simplifică la următoarea formă echivalentă pentru viteza de forfecare la perete în funcție de debitul volumetric Q și raza interioară a conductei r:
{\displaystyle {\dot {\gamma }}={\frac {4Q}{\pi r^{3}}}.}
La un perete lângă care curge un fluid newtonian, tensiunea tangențială (τw) poate fi legată de viteza de forfecare prin {\displaystyle \tau _{w}={\dot {\gamma }}_{x}\mu } unde μ este viscozitatea dinamică a fluidului. Pentru fluidele nenewtoniene, există diferite legi de comportament în funcție de fluid, care leagă tensorul tensiunii viscoase de tensorul vitezei de forfecare.